# Pholcoides
Pholcoides is een monotypisch geslacht van spinnen uit de  familie van de Filistatidae (spleetwevers).

## Soort
- Pholcoides afghana Roewer, 1960